# Mount Gordon Airport
Mount Gordon Airport är en flygplats i Australien. Den ligger i kommunen Mount Isa och delstaten Queensland, omkring 1 600 kilometer nordväst om delstatshuvudstaden Brisbane.
Trakten runt Mount Gordon Airport är nära nog obefolkad, med mindre än två invånare per kvadratkilometer..
Omgivningarna runt Mount Gordon Airport är i huvudsak ett öppet busklandskap. Genomsnittlig årsnederbörd är 539 millimeter. Den regnigaste månaden är februari, med i genomsnitt 154 mm nederbörd, och den torraste är augusti, med 1 mm nederbörd.